# أمل محمود عثمان
أمل محمود عثمان (21 أكتوبر 1978 - ) رافعة أثقال من مصر.

## روابط خارجية
- أمل محمود عثمان على موقع Paralympic.org (الإنجليزية)
- أمل محمود عثمان على موقع IPC.InfostradaSports.com (مؤرشف) (الإنجليزية)